# 정보자주주의
정보자주주의(情報自主主義, 영어: Infoanarchism)는 저작권과 특허, 일반적인 검열 같이, 지식 재산권의 유형에 반대하는 사람들의 다양한 집단에 대한 포괄적인 용어다. 이 용어는 2000년 7월 17일에 《타임지》의 ‘The Infoanarchist’(더 인포아나키스트) 기사에서 처음 등장하였는데, 이 기사는 프리넷의 초기 제안자이자, 주요 개발자로 알려진 란 클라크에 대한 것으로, 반저작권 운동은 다양한 집단과 시각을 포함하고 있다.